# Paretta Autosport
Paretta Autosport é uma equipe norte-americana de automobilismo sediada em Mooresville, na Carolina do Norte.
Foi fundada por Beth Paretta, ex-diretora da SRT Motorsports, que também comandou a Grace Motorsport, equipe que chegou a se inscrever para as 500 Milhas de Indianápolis de 2016 com a britânica Katherine Legge, porém não chegou a disputar a prova.
Se inscreveu para as 500 Milhas de 2021, com Simona de Silvestro pilotando o carro #16 com suporte da Penske. Ela, que não disputava uma corrida da Indy desde 2015, conquistou a 33ª posição no grid, superando Charlie Kimball (A. J. Foyt Enterprises) e RC Enerson (Top Gun Racing). A participação da suíça durou 168 voltas, quando bateu antes de seu pit-stop.